# Holothrix
Holothrix – rodzaj roślin z rodziny storczykowatych (Orchidaceae). Obejmuje około 50 gatunków występujących w Afryce i na Bliskim Wschodzie w takich krajach jak: Angola, Burundi, Kamerun, Dżibuti, Erytrea, Etiopia, Kenia, Republika Południowej Afryki, Lesotho, Malawi, Mozambik, Namibia, Nigeria, Rwanda, Reunion, Arabia Saudyjska, Somalia, Tanzania, Uganda, Jemen, Zambia, Demokratyczna Republika Konga, Zimbabwe, Sokotra.

## Systematyka
Rodzaj sklasyfikowany do podplemienia Orchidinae w plemieniu Orchideae, podrodzina storczykowe (Orchidoideae), rodzina storczykowate (Orchidaceae), rząd szparagowce (Asparagales) w obrębie roślin jednoliściennych.
Wykaz gatunków
- Holothrix aphylla (Forssk.) Rchb.f.
- Holothrix arachnoidea (A.Rich.) Rchb.f.
- Holothrix aspera (Lindl.) Rchb.f.
- Holothrix brevipetala Immelman & Schelpe
- Holothrix brongniartiana Rchb.f.
- Holothrix buchananii Schltr.
- Holothrix burchellii (Lindl.) Rchb.f.
- Holothrix burmanniana (L.) Le Péchon & Bytebier
- Holothrix cernua (Burm.f.) Schelpe
- Holothrix condensata Sond.
- Holothrix culveri Bolus
- Holothrix elgonensis Summerh.
- Holothrix etheliae (Bolus) Le Péchon & Bytebier
- Holothrix exilis Lindl.
- Holothrix filicornis Immelman & Schelpe
- Holothrix grandiflora (Sond.) Rchb.f.
- Holothrix hydra P.J.Cribb
- Holothrix incurva Lindl.
- Holothrix johnstonii Rolfe
- Holothrix klimkoana Szlach. & Marg.
- Holothrix longicornu G.J.Lewis
- Holothrix longiflora Rolfe
- Holothrix mac-owaniana Rchb.f.
- Holothrix majubensis C.Archer & R.H.Archer
- Holothrix micrantha Schltr.
- Holothrix montigena Ridl.
- Holothrix mundii Sond.
- Holothrix nyasae Rolfe
- Holothrix orthoceras (Harv.) Rchb.f.
- Holothrix papillosa Summerh.
- Holothrix parviflora (Lindl.) Rchb.f.
- Holothrix pentadactyla (Summerh.) Summerh.
- Holothrix pilosa (Burch. ex Lindl.) Rchb.f.
- Holothrix pleistodactyla Kraenzl.
- Holothrix praecox Rchb.f.
- Holothrix randii Rendle
- Holothrix schimperi Rchb.f.
- Holothrix schlechteriana Kraenzl. ex Schltr.
- Holothrix scopularia Rchb.f.
- Holothrix secunda (Thunb.) Rchb.f.
- Holothrix socotrana Rolfe
- Holothrix squammata (Hochst. ex A.Rich.) Rchb.f.
- Holothrix thodei Rolfe
- Holothrix tridactylites Summerh.
- Holothrix tridentata (Hook.f.) Rchb.f.
- Holothrix triloba (Rolfe) Kraenzl.
- Holothrix unifolia Rchb.f.
- Holothrix villosa Lindl.